# Daniel Benzali
Daniel Benzali (Rio de Janeiro, 20 gennaio 1950) è un attore brasiliano naturalizzato statunitense, attivo in campo teatrale, televisivo e cinematografico.

## Biografia
Nato a Rio de Janeiro, Daniel Benzali si è trasferito a Brooklyn con la famiglia a soli tre anni nel 1953. La sua carriera è iniziata nel Regno Unito, dove si è unito alla Royal Shakespeare Company con cui ha recitato nel dramma Piaf; la sua attività teatrale ha compreso anche alcuni musical nel West End londinese, tra cui Evita e la prima mondiale di Sunset Boulevard all'Adelphi Theatre nel 1993 con Patti LuPone.
In campo televisivo ha ricoperto ruoli minori in serie televisive come Star Trek: The Next Generation, X-Files, NYPD ed Avvocati a Los Angeles, anche se il suo ruolo più celebre resta quello di Theodore Hoffman in Murder One, per cui fu candidato al Golden Globe per il miglior attore in una serie drammatica nel 1996.
Di religione ebraica, è stato sposato con Lynda Medwell dal 1976 al 1984.

## Filmografia parziale

### Cinema
- 007 - Bersaglio mobile (A View to a Kill), regia di John Glen (1985)
- Il sole a mezzanotte (White Nights), regia di Taylor Hackford (1985)
- Il distinto gentiluomo (The Distinguished Gentleman), regia di Jonathan Lynn (1992)
- Murder at 1600 - Delitto alla Casa Bianca (Murder at 1600), regia di Dwight H. Little (1997)
- Crimini invisibili (The End of Violence), regia di Wim Wenders (1997)
- All the Little Animals, regia di Jeremy Thomas (1998)
- Vegas, City of Dreams, regia di Lorenzo Doumani (2001)
- La zona grigia (The Grey Zone), regia di Tim Blake Nelson (2001)

### Televisione
- Le nuove avventure di Guglielmo Tell (Crossbow) – serie TV, 1 episodio (1987)
- Avvocati a Los Angeles (L.A. Law) – serie TV, 7 episodi (1988-1993)
- La bella e la bestia (Beauty and the Beast) – serie TV, 1 episodio (1989)
- Falcon Crest – serie TV, 2 episodi (1989)
- Star Trek: The Next Generation – serie TV, 1 episodio (1989)
- Law & Order - I due volti della giustizia (Law & Order) – serie TV, 2 episodi (1990–2006)
- Matlock – serie TV, 1 episodio (1991)
- NYPD - New York Police Department (NYPD Blue) – serie TV, 13 episodi (1993-2003)
- Hawaii missione speciale (One West Waikiki) – serie TV, 1 episodio (1994)
- Un bambino chiede aiuto (A Child's Cry for Help) – film TV (1994)
- X-Files (The X-Files) – serie TV, 1 episodio (1995)
- Murder One – serie TV, 23 episodi (1995–1996)
- Oltre i limiti (The Outer Limits) – serie TV, 1 episodio (1997)
- Il boss dei boss (Boss of Bosses), regia di Dwight H. Little – film TV (2001)
- The Agency – serie TV, 36 episodi (2001–2003)
- Jericho – serie TV, 6 episodi (2007–2008)
- General Hospital – serie TV, 54 episodi (2010–2011)
- Californication – serie TV, 1 episodio (2012)
- Agent X – serie TV, 2 episodi (2015)

## Riconoscimenti
- Golden Globe
  - 1996 – Candidatura per il miglior attore in una serie drammatica per Murder One

## Doppiatori italiani
Nelle versioni in italiano delle opere in cui ha recitato, Daniel Benzali è stato doppiato da:
- Dario Penne in Star Trek: The Next Generation, Crimini invisibili
- Carlo Sabatini in Murder One, Il boss dei boss
- Giorgio Lopez in 007 - Bersaglio mobile
- Michele Kalamera in X-Files
- Vittorio Di Prima in Murder at 1600 - Delitto alla Casa Bianca
- Rino Bolognesi in The Agency
- Emilio Cappuccio in Jericho
- Augusto Di Bono in Nip/Tuck
- Gerolamo Alchieri in Californication